# Sloučení neutronových hvězd

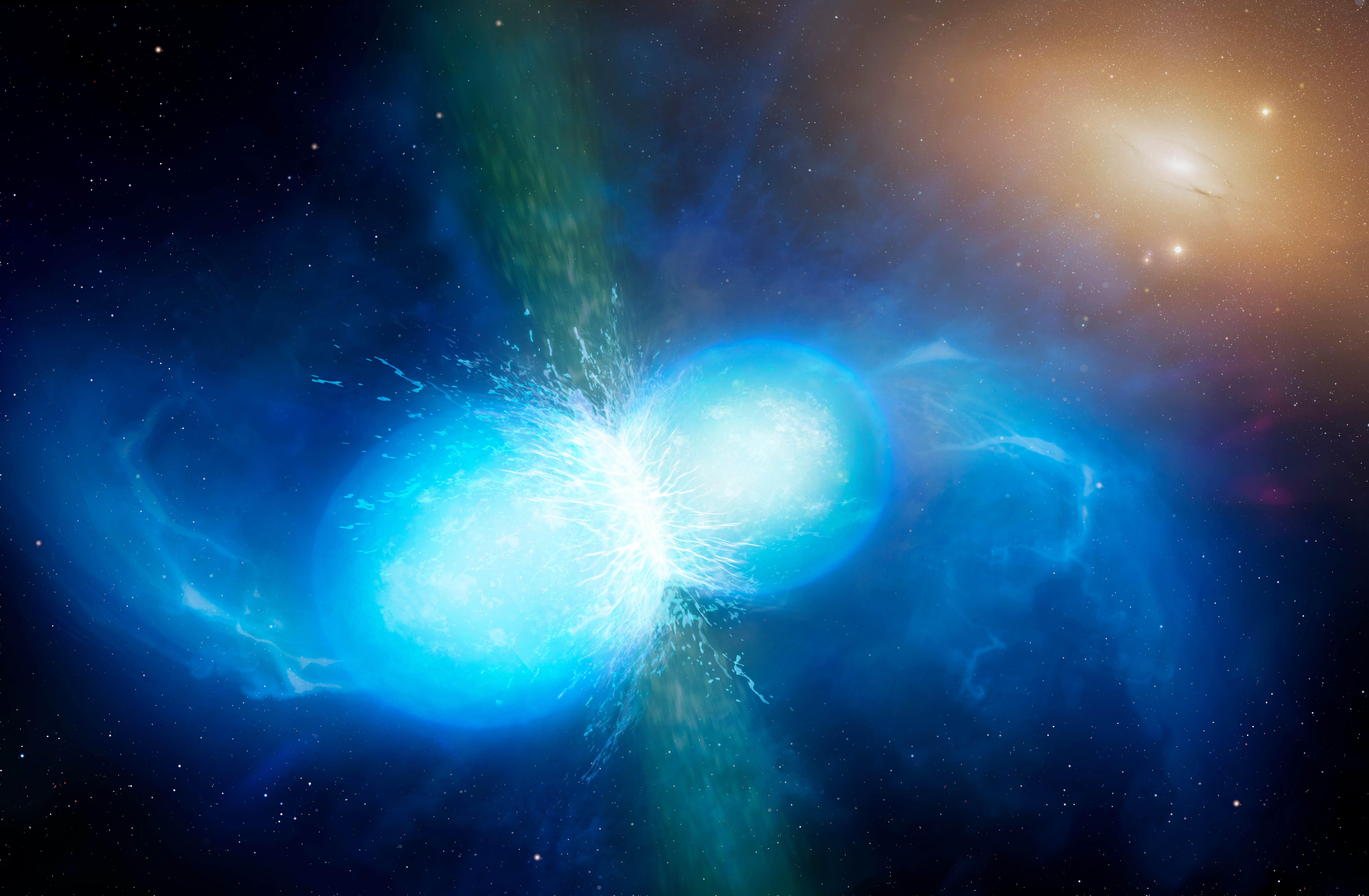
Umělecká představa sloučení neutronových hvězd, vytvářející gravitačních vlny, jehož výsledkem je kilonova

Sloučení neutronových hvězd je druh hvězdné srážky. Vyskytuje se v počtu podobném vzácnému druhu supernov typu Ia, které jsou výsledkem sloučení bílých trpaslíků. 
Když se dvě neutronové hvězdy navzájem těsně obíhají, spirálovitě se v průběhu času přibližují v důsledku gravitačních vln. Když se obě neutronové hvězdy setkají, jejich sloučení vede ke vzniku buď masivnější neutronové hvězdy, nebo černé díry (v závislosti na tom, zda hmotnost zbytku překračuje Tolman–Oppenheimer–Volkoffovu mez). Sloučení může také během jedné nebo dvou milisekund vytvořit magnetické pole, které je bilionkrát silnější než pole Země. Předpokládá se, že tyto události vytvářejí krátké záblesky gama záření. Předpokládá se také, že tato sloučení produkují kilonovy, které jsou přechodnými zdroji poměrně izotropního elektromagnetického záření s delšími vlnami v důsledku radioaktivního rozpadu těžkých jader r-procesu, která jsou produkována a vymrštěna během procesu sloučení. To může produkovat nejenergičtější částice ve vesmíru.

## Pozorovaná sloučení
Dne 17. srpna 2017 detekovala spolupráce LIGO / Virgo puls gravitačních vln  s názvem GW170817, spojený se sloučením dvou neutronových hvězd v NGC 4993, eliptické galaxii v souhvězdí Hydry. GW170817 také vypadal, že souvisí s krátkým (≈ 2 sekundy dlouhým) zábleskem gama záření, GRB 170817A, poprvé detekovaným 1,7 sekundy po signálu sloučení GW, a pozorovací událost viditelného světla byla poprvé zaznamenána 11 hodin poté, SSS17a.
Spojení GW170817 s GRB 170817A v prostoru i čase je silným důkazem toho, že slučování neutronových hvězd vytváří krátké záblesky gama záření. Následná detekce události Swope Supernova Survey 2017a (SSS17a) v oblasti, ve které je známo, že došlo k GW170817 a GRB 170817A, a její očekávané vlastnosti pro kilonovu jsou silným důkazem toho, že sloučení neutronových hvězd produkují kilonovy.
V říjnu 2018 astronomové uvedli, že GRB 150101B, událost gama záblesku detekovaná v roce 2015, může přímo souviset s historickou událostí GW170817, událostí gravitačních vln detekovanou v roce 2017, a spojenou se sloučením dvou neutronových hvězd. Podobnosti mezi těmito dvěma událostmi, pokud jde o emise gama záření, optické a rentgenové záření, jakož i povaha přidružených hostitelských galaxií, jsou nápadné, což naznačuje, že tyto dvě oddělené události mohou být výsledkem sloučení neutronových hvězd a obojí může být kilonova, což může být podle vědců ve vesmíru častější, než se dosud předpokládalo.
V říjnu 2018 také vědci představili nový způsob, jak využít informace z událostí gravitačních vln (zejména těch, které zahrnují sloučení neutronových hvězd, jako je GW170817) ke stanovení Hubblovy konstanty, což je zásadní pro stanovení rychlosti rozpínání vesmíru. Dvě dřívější metody, jedna založená na rudých posunech a druhá založená na žebříčku kosmických vzdáleností, poskytly výsledky, které nesouhlasí.
V dubnu 2019 observatoře gravitačních vln LIGO a Panna oznámily detekci kandidátské události, což je s pravděpodobností 99,94 % sloučení dvou neutronových hvězd. Přes rozsáhlá následná pozorování nebylo možné identifikovat žádný elektromagnetický protějšek.
V únoru 2018 zařízení Zwicky Transient Facility začalo sledovat události neutronových hvězd pomocí pozorování gravitačních vln, o čemž svědčí „systematické vzorky událostí přílivu a odlivu“.

### XT2 (magnetar)
V roce 2019 analýza dat z rentgenové observatoře Chandra odhalila další sloučení neutronové dvojhvězdy ve vzdálenosti 6,6 miliardy světelných let, rentgenový signál zvaný XT2. Spojením vznikl magnetar; jeho emise mohly být detekovány několik hodin.